# Jean Urquhart

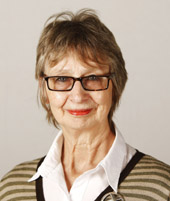
Jean Urquhart

Jean Urquhart (* 17. Mai 1949) ist eine schottische Politikerin und ehemaliges Mitglied der Scottish National Party (SNP).

## Leben
Urquhart besuchte die Lindsay High School in Bathgate und das Newbattle Abbey College in Dalkeith. Ab 1973 leitete sie einen Gastronomiebetrieb in Ullapool.

## Politischer Werdegang
Erstmals trat Urquhart bei den Parlamentswahlen 1999 zu nationalen Wahlen an. In ihrem Wahlkreis Caithness, Sutherland and Easter Ross erhielt sie jedoch nur den dritthöchsten Stimmenanteil und verpasste damit den Einzug in das neugeschaffene Schottische Parlament. Im Jahre 2003 wurde Urquhart in den Regionalrat von Lochbroom gewählt. Seit 2007 ist sie Ratsmitglied der Region Wester Ross, Strathpeffer and Lochalsh. Bei den Schottischen Parlamentswahlen 2011 bewarb sie sich um das Direktmandat des Wahlkreises Shetland, konnte jedoch abermals nur den drittgrößten Stimmenanteil für sich verbuchen. Da sie auch auf der Regionalwahlliste der SNP für die Wahlregion Highlands and Islands gesetzt war, errang sie infolge des Wahlergebnisses eines der sieben Regionalmandate und zog erstmals in das Schottische Parlament ein.
Aus Ablehnung des positiven Parteitagsbeschlusses über einen Beitritt zur NATO im Falle einer Abspaltung Schottlands vom Vereinigten Königreich, trat Urquhart zusammen mit ihrem Parteikollegen John Finnie am 23. Oktober 2012 aus der SNP aus. Beide gaben an in ihrer Zeit als parteilose Parlamentarier weite Teile der SNP-Politik unterstützen zu wollen.